# Грациани, Франческо
Франче́ско Грациа́ни (итал. Francesco Graziani, род. 16 декабря 1952 года, Субьяко, Италия) — итальянский футболист, играл на позиции нападающего. Чемпион мира 1982 года. После завершения карьеры игрока работал тренером.

## Игровая карьера

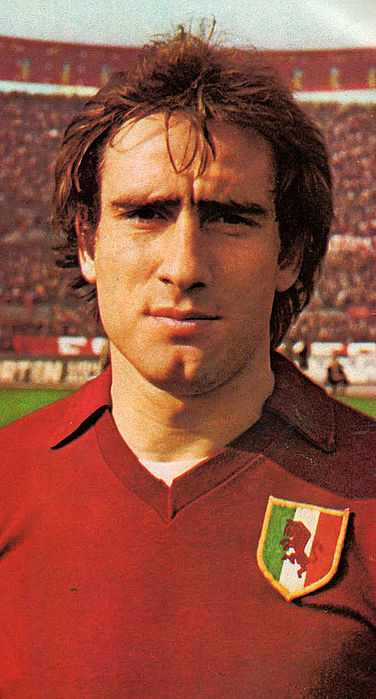
Грациани в сезоне 1976/77

Франческо начал свою футбольную карьеру в Ареццо. В 1973 году он перешёл в «Торино», и через три года выиграл в составе туринцев Скудетто. В 1977 году он стал Лучшим бомбардиром чемпионата Италии с 21 голом. В 1981 году Грациани перешёл в «Фиорентину», а в 1983 году — в «Рому». Выступая за римский клуб, он едва не выиграл Европейский кубок, но промахнулся в серии послематчевых пенальти против «Ливерпуля». Перед тем, как завершить карьеру в 1988 году, он отыграл два сезона в «Удинезе».
Грациани также выступал за сборной Италии, представляя «адзурри» на Чемпионате мира 1978, Евро-1980 и Чемпионате мира 1982, последний стал победным для него и его сборной. На турнире Франческо забил один гол — в матче против Камеруна. Карьеру в сборной завершил в 1983 году после того, как команда не смогла квалифицироваться на Евро-1984.

## Тренерская карьера
Тренерская карьера Грациани была не слишком удачной: она началась в его бывшем клубе, «Фиорентине» в 1989 году с которым он дошел до финала Кубка УЕФА, где уступил «Ювентусу» с общим счётом 1:3, затем он тренировал «Реджину» в сезоне 1990/91 и «Авеллино» в сезоне 1991/92. Спустя девять лет Франческо вернулся к тренерской работе, и сделал «Катанию» чемпионом Серии C1, выведя её в Серию В. В «Катании», помимо обязанностей тренера, он также работал спортивным директором. Спустя девять матчей в сезоне 2002/03 он ушёл из клуба, и стал тренировать клуб Серии С2 Монтеварки, но из-за не самых лучших результатов команды был уволен в конце сезона. С 2004 по 2006 годы Грациани тренировал любительский клуб из Эччеленцы (шестой дивизион) «Червия», который он сделал чемпионом и вывел в Серию D.

## Личная жизнь
У Франческо есть сын, Габриэле, который тоже является футболистом. Он играет в клубе второго дивизиона Про Лиги (бывшая Серия С2) Самбонифачезе.
Сейчас Франческо Грациани работает на итальянском канале Mediaset в качестве футбольного эксперта.

## Достижения

### Как игрок
Торино
- Чемпион Италии: 1975/76

Рома
- Обладатель Кубка Италии: 1983/84, 1985/86

Сборная Италии
- Чемпион мира: 1982

Личные достижения
- Лучший бомбардир чемпионата Италии: 1976/77
- Лучший бомбардир Кубка Италии: 1980/81 (5 голов)

### Как тренер
Катания
- Чемпион Серии С1: 2001/02

Червия
- Чемпион Эччеленцы: 2004/05